# Slammiversary XII
Slammiversary XII est un pay-per-view de catch organisé par la fédération Total Nonstop Action Wrestling. Il se déroula le 15 juin 2014 dans le College Park Center, à Arlington au Texas. Slammiversary fait partie des trois Pay Per View les plus populaires de la TNA avec Bound for Glory et Lockdown. Il s'agit de la 12e édition de Slammiversary et elle fêtera le 12e anniversaire de la Total Nonstop Action Wrestling. Sur l'affiche officielle, on y voit figurer le Champion du Monde Poids Lourd de la TNA Eric Young à son épopée.
Plusieurs matchs vont être programmés. Chacun d'entre eux est déterminé par des storylines rédigées par les scénaristes de la TNA ; soit par des rivalités survenues avant le pay-per-view, soit par des matchs de qualification en cas de rencontre pour un championnat. L'événement a mis en vedette les catcheurs de la division Impact Wrestling, créée en 2004 (anciennement appelée TNA Impact!). Le nom du 3e TNA Hall of Famer sera également dévoilé lors de cet évènement.
Le main event de la soirée sera un match simple pour le championnat du monde de la TNA. Eric Young, le champion en titre, contre l'aspirant n°1 MVP. Bully Ray affrontera lui Ethan Carter III annoncé lors d'Impact Wrestling du 22 mai à la suite des attaques de ce dernier pour protéger sa tante, la présidente de la TNA, Dixie Carter.

## Contexte
Les spectacles de la Total Nonstop Action Wrestling en paiement à la séance sont constitués de matchs aux résultats prédéterminés par les scénaristes de la TNA. Ces rencontres sont justifiées par des storylines - une rivalité avec un catcheur, la plupart du temps - ou par des qualifications survenues dans les émissions de la TNA telles que TNA Xplosion et TNA Impact!. Tous les catcheurs possèdent un gimmick, c'est-à-dire qu'ils incarnent un personnage face (gentil), heel (méchant) ou tweener (neutre, apprécié du public), qui évolue au fil des rencontres. Un pay-per-view comme Slammiversary est donc un évènement tournant pour les différentes storylines en cours.

### Hall of Fame

Logo du TNA Hall of Fame

Le 3e membre du TNA Hall of Fame fut annoncé lors de cet évènement. Après Sting en 2012 et Kurt Angle en 2013, la Team 3D (Bully Ray & Devon) est donc le troisième nom introduit au Hall of Fame. C'est la première équipe à recevoir cette distinction à la TNA.

### Ethan Carter III vs. Bully Ray
Lors de Sacrifice (2014), Bully Ray perd son match à la suite d'une intervention de Dixie Carter. Durant les semaines suivantes, il tentera de se venger. Le 22 mai, Ethan Carter III fait passer à travers une table Bully Ray, pour protéger Dixie Carter après une confrontation avec MVP et son alliance.

## Matchs de la soirée
| #                                                                | Matchs, | Stipulation                                                                  | Durée |
| ---------------------------------------------------------------- | --- | ---------------------------------------------------------------------------- | ----- |
| 1                                                                | Sanada (c) bat Manik, Eddie Edwards, Davey Richards, Tiger Uno & Crazzy Steve (avec Knux, Rebel & The Freak)                 | Ladder match pour le TNA X Division Championship                             | 9:41  |
| 2                                                                | Bobby Lashley bat Samoa Joe                                                                                                  | Match simple pour être challenger pour le TNA World Heavyweight Championship | 8:54  |
| 3                                                                | Magnus (avec Bram) bat Willow (avec Abyss)                                                                                   | Match simple                                                                 | 10:01 |
| 4                                                                | Austin Aries bat Kenny King                                                                                                  | Match simple pour être challenger pour le TNA World Heavyweight Championship | 10:01 |
| 5                                                                | Von Erich 3G (Marshall Von Erich & Ross Von Erich) (avec Kevin Von Erich) battent The BroMans (Jessie Godderz & DJ Z) par DQ | Tag Team match                                                               | 5:13  |
| 6                                                                | Angelina Love (c) (avec Velvet Sky) bat Gail Kim                                                                             | Match simple pour le TNA Women's Knockout Championship                       | 6:43  |
| 7                                                                | Ethan Carter III (avec Rockstar Spud & Dixie Carter) bat Bully Ray                                                           | Texas Death Match                                                            | 17:12 |
| 8                                                                | Mr. Anderson bat James Storm                                                                                                 | Match simple                                                                 | 5:30  |
| 9                                                                | Eric Young (c) bat Austin Aries et Bobby Lashley                                                                             | Steel Cage Match pour le TNA World Heavyweight Championship                  | 12:11 |
| (c) désigne le(s) champion(s) défendant son titre dans le match. | |                                                                              |       |